# Anthene holcias
Anthene holcias är en fjärilsart som beskrevs av Westw. 1889. Anthene holcias ingår i släktet Anthene och familjen juvelvingar. Inga underarter finns listade i Catalogue of Life.